# タランと角の王
『タランと角の王』（タランとつののおう、英語原題：The Book of Three）は、ロイド・アリグザンダーによるファンタジー小説。「プリデイン物語」全5部作の第1巻であり、1964年に発表されている。この巻では最初に、カー・ダルベン（Caer Dallben）で彼の守護者であるダルベンとコルと共に住んでいるタランという青年についての紹介がされている。そして、その後も冒険を共にするエイロヌイ、フルダー、ガーギ、ドーリ、ギディオンなどが登場している。

## 梗概
ダルベンの庇護下に暮らす若者、タランは農場生活に不満を抱いていて、本や物語の英雄のようになりたいと夢を見ていた。ダルベンはそんなタランに対して夢のようなを思いを巡らせるものではないと諭した。ダルベンは死の国の王、アローンの配下、「角の王」の脅威についてタランに警告する。そして、ダルベンが農場から遠く離れることを禁じる。タランはコルに自分には何か肩書きが欲しいと不満をもらし、それに対してコルはタランを豚飼育補佐に任命した。
ある日、農場の動物たちが異常な行動を起こし、予言する能力を持った豚のヘン・ウェンも農場から逃げ出してしまった。ヘン・ウェンを追っていったタランは、カー・ダルベンに向かってきた角の王とその部下に遭遇し、角の王の部下によって傷を負わされる。タランはなんとか逃げ出し、ギディオン王子に発見され治療を受けた。その後、ヘン・ウェンを求めて二人は旅を続ける。
彼らは探索の途中でガーギと呼ばれる毛むくじゃらの生きものに出会う。ガーギからヘンウェンの情報を得た彼らは追跡を始めるが、角の王もヘン・ウェンを追っていた。ある夜、ギディオンたちは角の王のキャンプに近づき様子を探った。そこで角の王がドン家（Dôn）およびギディオンの本拠地であるカー・ダスル（Caer Dathyl）を目指していることを知り、ギディオンは豚の追跡をあきらめた。
翌朝、角の王の手下の狩人たちに彼らは発見され、不死身との戦いに利あらずと見たギディオンはタランに逃げるように命令するがタランはそれに従わずギディオンとタランは不死身に捕らえられ渦巻き城に連れていかれ、そこで2人は魅力的な女王アクレンと出会った。アクレンはギディオンに仲間になって共にアローンと戦いその後世界を支配しようともちかけるがギディオンはその提案を拒絶した。怒ったアクレンは二人を別々の牢に閉じ込めてしまう。
牢の中に入れられたタランのところに、エイロヌイ王女がやってくる。彼女は叔母と称するアクレンのもとで魔法を習いつつ過ごしていた。タランはエイロヌイに対してギディオンと自分のことを助け出してほしいと頼む。アクレンから罰を与えられていたエイロヌイは、それに対する仕返しのつもりで二人を牢から出すことに同意する。まずエイロヌイは、城に捕らえられていた人物を助けたことをタランに伝えた後、タランと一緒に城の迷宮から脱出する。脱出の途中、偶然に伝説の剣、ディルンウィンを見つけたエイロヌイはその剣を持ち出す。すると渦巻き城は崩れてしまった。
脱出したタランは、救いだされていた人物がギディオンではなく、フルダー・フラムという吟遊詩人だったことに失望するが、やむを得ず行動をともにすることになる。3人は城の崩れた跡を探し回り、武器や必需品を手に入れた後、ギディオンの死を悼んだ。その夜、タランたちはガーギと再会する。一旦はガーギを追い返そうとするが、彼が持ってきた敵の情報を聞かされ、旅に同行させることにした。
タランはヘン・ウェンの探索をあきらめ、ギディオンの死と迫る危機をカー・ダスルに伝えるべき、と判断する。仲間たちも彼と一緒に冒険することに決める。彼らはギディオンの馬、メリンラスも連れていくことに決める。しかし2人の不死身たちの追跡を受け、昼も夜も歩きつづけることになった。途中木から落ちて負傷したガーギはタランに自分を殺してくれと頼むがタランはそれを断る。ガーギは彼が手に入れた蜂の巣をタランにプレゼントしようとしていたのだった。このときからタランとガーギの間に長く続く友情関係が芽生える。
ガーギの足の様子は悪くなるばかりで、さらにエイロヌイも発熱してしまう。不死身たちは彼らの行動限界に至ったため追跡をやめるが、タランとその仲間たちは敵を避けるために当初予定していたコースから大きく外れてワシ山脈の中へと入っていく。メリンガーによって一行は知られざるメドウィンの谷へと連れられる。メドウィンは瀕死となっていたガーギを治療した。ここでタランはヘン・ウェンが逃げた日にカー･ダルベンから逃げ出した動物たちを見つけた。動物の言葉を理解できるメドウィンとタランは話をするが、ヘン・ウェンの行方はわからず、捕らえられたか死んでしまったのではないかと予想する。ガーギはすぐに回復し、一行は再び旅を続ける。
次に彼らは湖に行き着いた。湖のすぐそばを通るのが近道と思った一行は、湖の底へと引き込まれてしまう。彼らは湖の底の妖精の王、エイディレグ王のもとに連れていかれた。王は最初ぶっきらぼうに話していたが、エイロヌイが感謝を述べたときに少し物腰やわらかになった。ガーギがヘン・ウェンがいることに気づく。タランはエイディレグ王を問い詰めるが、ヘン・ウェンのことについては質問がなかったではないかと王は言い訳をした。タランたちは王を詰問して、ヘン・ウェンを返すこと、失った装備を弁償すること、カー・ダスルまでの道案内に誰かをつけることを認めさせた。
彼らの道案内となったのは、姿を消すことが出来ないでいる妖精の落ちこぼれ（？）のドーリだった。ドーリはカー・ダスルに向けていいペースで一行を導く。アローンの手下となったスパイの役目も果たす傷ついている鳥を見つけたときに、ドーリはすぐに殺すことを主張したが、タランはドーリを止めた。ドーリは激怒したが、鳥は介抱によって回復し飛び立ってしまった。同じ日に角の王の探索に気づいたヘン・ウェンは再び逃げ出してしまった。
旅に遅れの出ていた彼らはかろうじて角の王の軍隊より先にカー・ダスルにたどりつけるのではないかといった状況にあった。だがカー・ダスルのそばに来たときに彼らは敵に襲われた。ドーリ、ガーギは奮戦し、フルダー・フラムはメリンガーでタランとエイロヌイを逃がした。メリンガーはタランとエイロヌイを乗せて逃げたが角の王自らが追ってきた。タランは角の王に向かっていくが、剣が折られてしまった。そのため、タランはエイロヌイが持っている剣ディルンウィンを取り上げるが、ディルンウィンの魔力に対することができずに、タランは火傷をして気を失った。タランは意識を失う直前に一人の男性が近づいてきて、何か難しい単語を大声で唱えるのを見た。すると角の王のマスクは溶け、彼は燃えてしまった。
タランが意識を取り戻したのはカー・ダスルであった。そばにはヘン・ウェンとエイロヌイがいた。そして角の王の最期とその軍隊の崩壊を聞かされた。そして渦巻き城が崩壊したときに亡くなったと思いこんでいたギディオンがいることにタランは気づいた。地下牢での苦しみによってギディオンは生きものの心の中を理解することができる力を身に付けていた。そしてタランが無事であったことを知ったギディオンはその後ヘン・ウェンと出会っていた。ヘン・ウェンの持っている角の王に関する知識はギディオンの想像以上のものであった。ヘン・ウェンは角の王を滅ぼすことができるもの、角の王の秘密の名前について知っていたのだった。ギディオンはタランを救うのにちょうどいいタイミングで間に合い、角の王に遭遇した。そして、エイロヌイはギディオンが現れたとき、ディルンウィンを渡した。彼女はその剣がギディオンのものとなることを理解していた。
最後にドン家から仲間たちにいろいろな贈り物が与えられた。エイロヌイには指輪が、ガーギには決して食べ物のなくならない袋が、フルダーには決して切れない弦が、そしてドーリには姿を消すことのできる能力、タランはカー･ダルベンに帰る許可だけを願い出た。そこでギディオンはエイロヌイや、ガーギとともにタランと同行しました。エイロヌイやガーギは他にいくところがないならカーダルベンに滞在しないかと誘われた。
冒険の途中でタランは、カー･ダルベンがいかに良い場所であったかということを今さらながら理解していた。

## 主な登場人物
- タラン（Taran） - 物語の主人公、ヘン・ウェン（Hen Wen）と呼ばれる豚の飼育補佐をコルに命じられる。
- ダルベン（Dallben） - タランの保護者、379歳。
- コル（Coll） - タランの保護者、頭が禿げ上がっている。
- ギディオン（Gwydion） - ドン家の王子、愛馬はメリンガー（Melyngar）。
- エイロヌイ（Princess Eilonwy） - 王女、渦巻き城（Spiral Castle）のアクレンのもとにいる。
- フルダー・フラム（Fflewddur Fflam） - 吟遊詩人。
- ガーギ（Gurgi） - 毛むくじゃらの生きもの、人間ともけものでもどちらともいえない。
- ドーリ（Doli） - 妖精族の小人、妖精族の中で1人だけ姿を消すことができない。
- メドウィン（動物と話ができる）
- アローン（Arawn Death-Lord） - 死の国アヌーブンの王。
- 角の王（Horned King） - アローンの軍隊の新しい指揮官。
- アクレン（Achren） - 渦巻き城の女王、タランとギディオンを捕らえる。